# Dassault Balzac V
Dassault Balzac V — французький тестовий літак вертикального зльоту та приземлення (ЛВЗП). Побудований компанією Dassault Aviation з прототипу Dassault Mirage III для перевірки конфігурації Dassault Mirage IIIV. Єдиний зразок літака був пошкоджений під час проведення другої серії тестових польотів і більше не відновлювався.

## Розробка та проектування
Оскільки очікувані для Dassault Mirage IIIV двигуни Rolls-Royce RB162 мали бути поставлені до 1963 року, компанія Dassault Aviation модифікувала перший прототип Mirage III як тестовий літак вертикального зльоту та приземлення. На літак встановили вісім підйомних двигунів Rolls-Royce RB108 кожен потужністю 9,83 кН (2 210 фунтів) тяги. Маршовий двигун Mirage III SNECMA Atar G.2 був замінений двигуном Bristol Siddeley Orpheus BOr 3 без форсажної камери з тягою 21,57 кН (4 850 фунтів). Підйомні двигуни було попарно згруповано довкола центру ваги літака по обидві сторони від випускного каналу маршового двигуна.

## Експлуатація
Тестові випробування Balzac V розпочалися 13 жовтня 1962 року з вертикального підйому і вільного ширяння в повітрі і завершилися через 6 днів на два місяці раніше від запланованого терміну. Перший перехід від вертикального зльоту до горизонтального польоту відбувся у сімнадцятий виліт 18 березня 1963 року.
Літак розбився 10 січня 1964 року у свій 125 виліт під час ширяння на низькій висоті. Під час вертикального спуску літака відбулося неконтрольоване коливання крила, що в кінцевому результаті призвело до крену і перекидання крила під гострим кутом до землі і враховуючи, що тягові двигуни були ввімкнені літак перевернувся і впав. При цьому, незважаючи на незначні пошкодження літака пілот-випробовувач не зміг катапультуватись і загинув.
Літак було відновлено і він відновив льотні випробування 2 лютого 1965 року. 8 вересня 1965 року літак знову потрапив в аварію зі смертельними наслідками і знову під час ширяння на малій висоті. Літак на той момент пілотував пілот ВПС США в рамках програми обміну технологіями ЛВЗП. Пілот спробував катапультуватися, але невдало. Результати розслідування катастрофи не було оприлюднено. Були висунуті теорії, що проблема полягала у тому, що у літаку, на якому було розміщено 9 двигунів, просто не вистачало кількості пального для забезпечення тяги усіх двигунів, в результаті чого пальне згоряло швидше, ніж надходило. Пошкодження літака цього разу теж не було серйозним, проте відновлювати літак не стали у зв'язку і запуском програми Dassault Mirage IIIV.
Назву Balzac V літак отримав випадково. Його серійний номер (001) збігався з телефонним номером (BALZAC 001) відомого рекламного агентства (Publicité Jean Mineur).

## Технічні характеристики

### Dassault Balzac V
| Параметри                     | Дані                                                                                                  |
| ----------------------------- | --- |
| екіпаж                        | 1 людина                                                                                              |
| довжина                       | 13,10 м (42 фути 11,75 дюйма)                                                                         |
| розмах/діаметр гвинта         | 7,32 м (23 фути 11,25 дюйма)                                                                          |
| висота                        | 4,6 м (15 футів                                                                                       |
| площа                         | 27,2 м² (292,78 футів²)                                                                               |
| Flügelstreckung               | 2,0                                                                                                   |
| маса порожнього               | 6124 кг (13 600 фунтів)                                                                               |
| максимальна маса спорядженого | 7000 кг (15 432 фунтів)                                                                               |
| максимальна швидкість         | 1104 км/г (686 миль/год) на рівні моря                                                                |
| час польоту                   | 15 хв                                                                                                 |
| двигун                        | 1 × Turbofan Bristol Orpheus, 21,6 kN (4850 lb) 8 × Turbojets Rolls-Royce RB.108, je 9,6 kN (2160 lb) |

Джерело: 
Основні характеристики
- Екіпаж: 1 людина
- Довжина: 13,1 м (42 футів 11,75 дюйма)
- Висота: 4,6 м (15 футів)
- Розмах крила: 7,3 м (23 футів 11,25 дюйма)

- Площа крила: 27,2 м² (292,78 футів²)
- Маса спорядженого: 7 000 кг (15 432 фунтів)
- Силова установка: 1 × газотурбінний Bristol Siddeley Orpheus BOr 3
- Тяга: 1 × 21,57 кН (4 850 фунтів)
- Допоміжна силова установка: 8 × газотурбінних Rolls-Royce RB108
  - Тяга допоміжної силової установки: 8 × 9,83 кН (2 210 фунтів)

Льотні характеристики
- Навантаження на крило: 257,3 кг/м ² (52,7 кг/м ²)